# De La Chapelle
La De la Chapelle è una piccola casa automobilistica francese fondata nel 1975.

## Storia
Questa Casa automobilistica ha sempre avuto in listino delle vetture particolarissime. Essa nacque per volere di Xavier de la Chapelle, un personaggio che tra i suoi antenati vantava i titolari di una piccola Casa automobilistica francese d'inizio Novecento, chiamata Stimula-De la Chapelle.

In loro onore egli aprì una nuova Casa automobilistica chiamata nuovamente De La Chapelle.

Il primo lavoro che vide impegnata questa Casa automobilistica fu la realizzazione di un prototipo, che in pratica era la replica di una Bugatti Tipo 55 d'inizio anni trenta. Il titolare scelse proprio questo soggetto da replicare per via della sua enorme passione per le Bugatti. Il prototipo fu terminato nel 1978 e fu presentato al Salone di Ginevra, riscuotendo un tale successo che se ne decise la produzione in piccola serie. La vettura fu denominata tra l'altro proprio Type 55, come la vettura originale, e montava meccanica di derivazione BMW. Tale modello rimase in listino per diversi anni.

All'inizio degli anni ottanta, la Casa francese si dedicò ad un particolarissimo settore automobilistico: quello delle repliche-giocattolo per bambini, che andavano a costituire la linea Junior, e che proponevano repliche di vetture come alcune Bugatti, BMW e Ferrari.
Nel 1992, la Casa francese cominciò a cimentarsi anche nel settore delle monovolume e introdusse un modello lussuoso denominata Parcours.

Infine, la De la Chapelle propose nel 1996 anche una specie di roadster a motore centrale ispirata nella linea alle Porsche Boxster, ma più contenuta come dimensioni e motorizzata Peugeot.